# Shelton Fabre
Shelton Joseph Fabre (ur. 25 października 1963 w New Roads, Luizjana) – afroamerykański duchowny katolicki, biskup diecezjalny Houmy-Thibodaux w latach 2013–2022, arcybiskup metropolita Louisville od 2022.

## Życiorys
Święcenia kapłańskie otrzymał z rąk bpa Stanleya Otta w dniu 5 sierpnia 1989 i inkardynowany został do diecezji Baton Rouge. Pracował głównie jako duszpasterz parafialny, był także m.in. dyrektorem wydziału kurialnego ds. duszpasterstwa Afroamerykanów, obrońcą węzła w trybunale kościelnym oraz dyrektorem Pastoral Planning Committee.
13 grudnia 2006 mianowany biskupem pomocniczym Nowego Orleanu ze stolicą tytularną Pudentiana. Sakry udzielił mu 28 lutego 2007 w orleańskiej archikatedrze abp Alfred Hughes. Po sakrze objął urząd wikariusza generalnego archidiecezji, zaś w 2009 otrzymał dodatkowo nominację na kanclerza kurii.
23 września 2013 papież Franciszek mianował go ordynariuszem Houmy-Thibodaux. Ingres odbył się 30 października 2013.
Ten sam papież przeniósł go 8 lutego 2022 na urząd arcybiskupa metropolity Louisville.